# Тютьки
Тю́тьки — село в Україні, у Лука-Мелешківській сільській громаді Вінницького району Вінницької області.

## Історія
20 грудня 2018 року парафія храму УПЦ МП святої великомучениці Параскеви перейшла до Православної Церкви України .

## Населення

### Мова
Розподіл населення за рідною мовою за даними перепису 2001 року:
| Мова            | Кількість | Відсоток |
| --------------- | --------- | -------- |
| українська      | 576       | 97.63%   |
| російська       | 9         | 1.69%    |
| білоруська      | 2         | 0.34%    |
| угорська        | 1         | 0.17%    |
| румунська       | 1         | 0.17%    |
| інші/не вказали | 1         | 0.16%    |
| Усього          | 590       | 100%     |

## Відомі люди
- Тищенко Зоя Василівна — українська поетеса.